# Управни уговори
Управни уговори су посебна врста уговора које држава склапа са другим субјектима ради остваривања одређеног циља од ширег друштвеног интереса. Управни уговори су ужег значења од уговора управе пошто имају специфичне карактеристике. То су двострани правни акти у којима је један субјект увек јавни субјект а њихов циљ је уперен према општем интересу. Наравно, основна дужност сауговарача је испуњење обавеза из клаузула с тим да сауговарачи могу имати и различита права и могућности обештећења, због, на пример, незаконитог рада управе или једностраних измена уговора.

## Основе
Управни уговори су на подручју јавног права оно што су класични уговори на подручју приватног права. Они су прави смисао и облик који данас имају добили у оквиру француског управног права у административно – судској пракси Државног савета. Ту долази до изражаја њихова основна карактеристика а то је да иако су слични обичним (класичним) уговорима, они се закључују са циљем функционисања јавних служби. Тиме се и остварује основна функција управе, а то је да уређује рад служби од јавног интереса. Немачко и енглеско право имају донекле другачија схватања од управних уговора од француског права, али што је и за нас битније, и од нашег права. Ипак, заједничко за сва ова схватања, јесте то да се ради о таквој врсти уговора који се склапају између јавне управе и појединца ради ваљаног функционисања јавне службе.
Две су основне верзије ових уговора, и то они о снабдевању и они о јавним набавкама. Државна управа не може никога да примора да закључи управни уговор и странке су, пре закључивања уговора потпуно равноправне. Међутим, када уговор буде закључен, ситуација се мења и уочава се његов јавноправни карактер (обављање јавне службе). Ови уговори се могу једнострано раскинути, што сужава домашај принципа слободе уговарања

## Управни уговори у Србији
Српски закон о јавним службама (1991) не спомиње управне уговоре али то не значи да код нас они не постоје већ се латентно налазе у формулацијама овог али и других закона. Тако наш Закон о јавним службама каже: „Кад Република, аутономна покрајина, град или општина поверавају вршење делатности другим правним и физичким лицима, њихова међусобна права и обавезе уређују се УГОВОРОМ“. Иако се то изричито не спомиње можемо да закључимо да се овде ради о управним уговорима. Закон о јавним службама није једини који регулише ову област те тако Закон о концесијама републике Србије уређује и закључење уговора између Владе Србије и концесионара где Влада то ради у име и за рачун Републике. Овај закон решава и надлежност судова у случају спора поводом овог уговора и то је врло битно питање јер код нас не постоји Врховни управни суд.